# 新子焼き

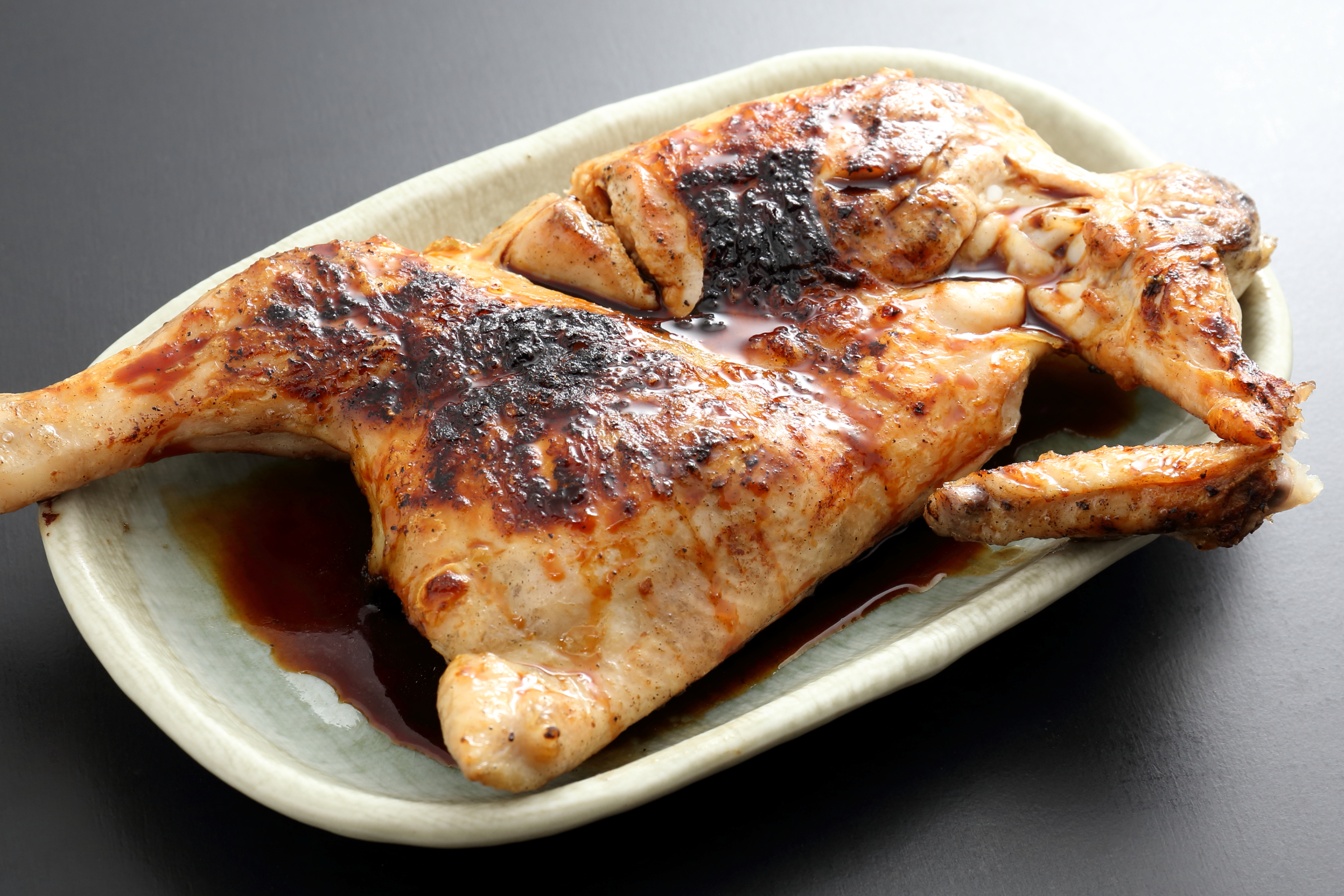
新子焼き（画像提供：焼鳥専門ぎんねこ）

新子焼き（しんこやき）は、若鶏の手羽を含む骨付き半身を素焼きした料理である。北海道旭川市が発祥とされ、旭川市では戦後からソウルフードとして親しまれている。
2022年（令和4年）、新子焼きが文化庁選定の「100年フード」に認定された。

## 由来
名称の定説としては次の通り。
出世魚であるコノシロの4cm-5cmまでの幼魚をシンコ（新子）と呼ぶ。若鶏を同様の意味で新子とし、それを焼くので「新子焼き」という名が広まったとされる。
親鳥を焼いたものは「山賊焼」と呼んで区別している。

## 歴史
戦後の旭川市には養豚場は多かったが、養鶏場は少なかった。そんな旭川市で、戦後の食料不足と積雪寒冷の自然環境から、タンパク源として比較的安価な鶏肉が選ばれ、なおかつ成長を待っている暇も無いため、若鶏の段階で最大限に栄養をとる料理法として開発されたと考えられている。
タレで味付けするのが旭川市での特徴とされる。
2012年頃までは北海道内でもほとんど知名度が無かった新子焼きであるが、2012年6月に旭川市内で新子焼を提供している飲食店、食肉会社などで「旭川名物“新子焼き”の会」を結成しアピールを行ったことで、全国に知名度が広まっていった。

## 新子焼きの日
2014年に日本記念日協会から登録認定を受け、4月5日が「新子焼きの日」となった。